# Xiphactinus
Xiphactinus ("aleta de espada") es un género de grandes peces teleósteos que vivieron en el Cretácico. Se le atribuyen clásicamente instintos caníbales. Su nombre significa «aleta de espada». Vivió en el sur y suroeste de Estados Unidos. En 2008 fue descubierto un ejemplar de Xiphactinus, en muy buenas condiciones (si bien su presentación científica se realizó en diciembre de 2012) en un afloramiento de la formación La Luna, ubicado en el estado andino de Trujillo, Venezuela, lo que demuestra que este pez tuvo una amplia distribución geográfica durante el Cretácico.

## Paleobiología

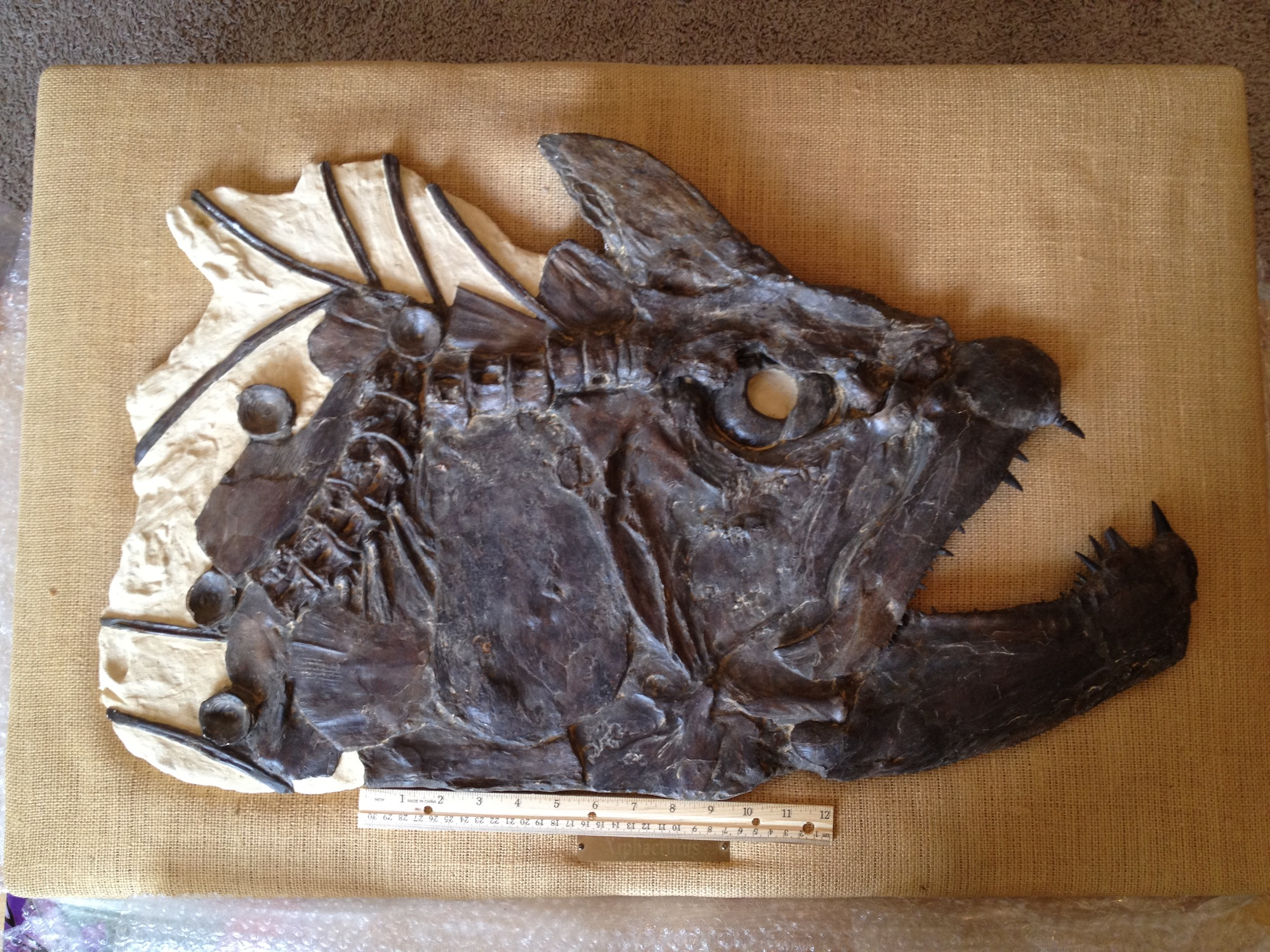
Cráneo de Xiphactinus

Todas las especies de Xiphactinus eran peces depredadores voraces. En al menos una docena de ejemplares de X. audax se han hallado los restos de presas grandes, sin digerir o parcialmente digeridos, en el estómago. En particular, en un ejemplar de Xiphactinus de 4 m de largo fósil que fueron recogidos por George F. Sternberg, se halló casi perfectamente preservado un ejemplar de Gillicus arcuatus de 1,8 m de largo en su interior. Este ejemplar aparentemente murió poco después de comer su presa, muy probablemente asfixiado después de tragar semejante pez. Este fósil se puede ver en el Museo de Historia Natural Sternberg en Hays, Kansas
Al igual que muchas otras especies en los océanos del Cretácico Tardío, probablemente  fuese saqueado por los tiburones Cretoxyrhina y Squalicorax. Los restos de un Xiphactinus fueron encontrados dentro de un gran ejemplar de Cretoxyrhina recogidos por Charles H. Sternberg. La muestra se exhibe en la Universidad de Kansas Museum of Natural History.

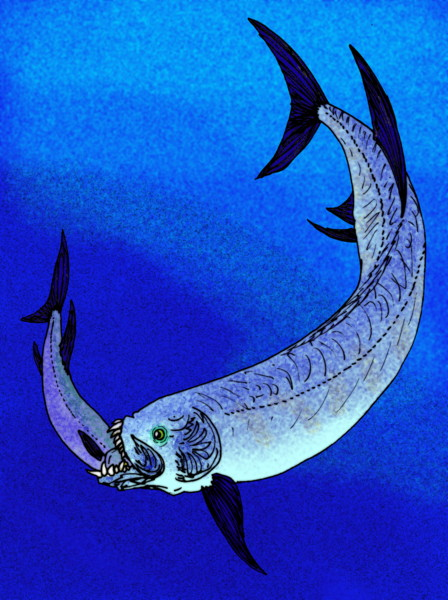
Restauración de un Xiphactinus.

Prácticamente nada se sabe acerca de los estadios larvarios o juveniles. El más pequeño espécimen fósil de X. audax consiste en un cojinete, un diente premaxilar y la mandíbula inferior de un individuo; se estima que medía cerca de 30 cm de largo.
Las especies y todas las demás ichthyodéctidos se extinguieron casi al final del Cretácico Tardío, en el límite Cretácico-Paleógeno. Un fósil incompleto del cráneo de lo que podría ser una nueva especie de Xiphactinus fue encontrado en 2002 en la República Checa , en un pequeño pueblo llamado Sachov, cercano a la ciudad de Borohradek, por el estudiante Michal Matejka.
En julio de 2010 los huesos de un Xiphactinus fueron descubiertos cerca de Morden, Manitoba, Canadá. La muestra es de unos seis metros de largo y se encontró con la aleta de un mosasaurio entre sus mandíbulas.

## Morfología

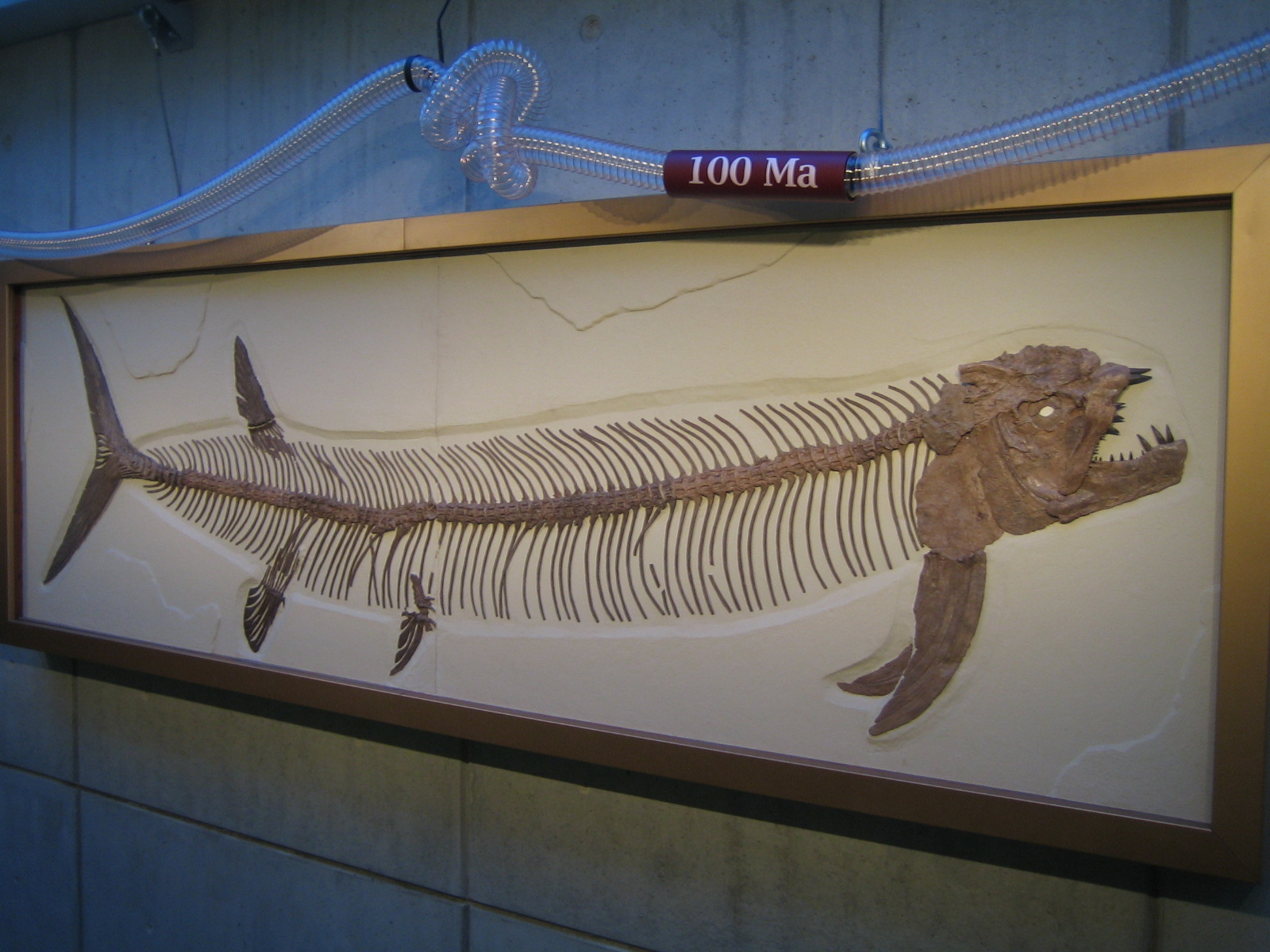
Esqueleto de un Xiphactinus Audax

Xiphactinus medía de 4,3 hasta 6 metros de longitud. Poseía radios óseos que sobresalían del cuerpo y se introducían en las aletas para mantenerlas firmes. Controlaba su enorme cuerpo gracias a estas aletas, y de esta manera conseguía una buena maniobrabilidad para su talla, optimizando su eficacia depredadora. Sus mandíbulas tenían un gran tamaño, y pudieron funcionar a modo de tubo de succión para atrapar sus víctimas. La cabeza era chata, un poco parecida a la de un bull dog y su cola más bien fina.

## En la cultura popular
Este pez apareció en el programa de la BBC Sea Monsters. Se le presenta en un ecosistema junto con Halisaurus, Hesperornis, Tylosaurus, Archelon, Pteranodon y Elasmosaurus. En este programa se le atribuyen unos 6 metros. También aparece en la película de la National Geographic Society Sea Monsters. Aparece en bancos numerosos y mide 5 metros.